# 92 окремий протитанковий батальйон
92 окремий протитанковий батальйон (92 ОПТБ, в/ч А5015) — з'єднання піхотних підрозділів Сухопутних військ України. Батальйон перебуває у складі оперативного командування «Захід»; штаб батальйону розміщений на території Рівненської області, а підрозділи дислокуються на території Донецької області.
Створена рішенням начальника Генерального штабу Збройних сил України

## Історія
У травні 2024 року рішенням начальника Генерального штабу Збройних сил України на базі 233 навчального центру було створено структурний підрозділ метою якого було забезпечення надійного захисту від броньованих засобів противника з можливістю збереження високої мобільності підрозділів. Підрозділ був оснащений новітніми зразками вітчизняного та закордонного озброєння, а також пройшов бойове злагодження за найновішими стандартами підготовки.
Після завершення підготовки підрозділи батальйону були направлені у Донецьку область де успішно продовжують виконувати бойові завдання. Очолив новостворений підрозділ офіцер з багаторічним досвідом ведення бойових дій — підполковник Дзюма Сергій Євгенович.

## Структура[1]
- Роти ствольної артилерії
- Роти оснащені передовими протитанковими ракетними комплексами
- Рота ударних БПЛА
- Підрозділи ППО
- Інженерні підрозділи
- Польовий вузол зв'язку
- Ремонтно-відновлювальні підрозділи
- Підрозділи РЕБ
- Медично евакуаційний пункт

## Оснащення
- FGM-148 Javelin[2]
- FPV[3]
- Mavic[4]
- Лелека-100[5]

## Контакти
Гаряча лінія військової частини: +380 97 056 8812
Цивільно військове співробітництво: +380 98 920 5015